# Mario Rubén Heyn
Mario Rubén Heyn est un arbitre paraguayen de football des années 1940.

## Carrière
Il a officié dans des compétitions majeures : 
- Copa América 1947 (6 matchs)
- Copa América 1949 (1 match)